# 안상일
안상일(1983년 2월 9일 ~)은 대한민국의 이종격투기선수이자 스포츠트레이너이다.

## 수상내역
- 2004년 제5회 KPW 대회 -75kg 우승
- 2004년 국제킥복싱협회 신인왕전 미들급 챔피언
- 2007년 GO! 슈퍼코리안 시즌 3 미들급 우승
- 2010년 2010 피트니스 코리아 선발대회 및 아메리카 선발전 머슬마니아부문 +90kg 2위
- 2011년 제24회 MR.MS 성남선발대회 일반부 -90kg 3위